# Jastrzygowice
Jastrzygowice (niem. Jastrzigowitz) – wieś w Polsce położona w województwie opolskim, w powiecie oleskim, w gminie Gorzów Śląski.
W latach 1975–1998 miejscowość administracyjnie należała do województwa częstochowskiego.
W 1936 roku hitlerowska administracja III Rzeszy, chcąc zatrzeć słowiańskie pochodzenie nazwy wsi, przemianowały ją ze zgermanizowanej na nową, całkowicie niemiecką nazwę Hartwigsdorf.

## Znane osoby związane z miejscowością
- Jan Nikodem Jaroń (1881–1922) znany poeta, urodził się w Jastrzygowicach.